# Jerzy Jochimek
Jerzy Jochimek (ur. 3 grudnia 1920 w Łodzi, zm. 4 czerwca 2010 w Tampie na Florydzie) – polski pisarz, tłumacz literatury rosyjskiej, więzień łagrów. Autor powieści, których akcja rozgrywa się między innymi w sowieckich obozach.

## Młodość
Jerzy Jochimek urodził się w inteligenckiej, zasymilowanej rodzinie żydowskiej; jego rodzicami byli Izaak Jakub Jochimek (ur. 1893, zm. ok. 1940–44) i Idessa Anna Maria z Sadowskich (ur. 1893, zm. 1970). Jeszcze przed wojną otrzymał staranne wykształcenie, był uczniem Polskiego Społecznego Gimnazjum Męskiego w Łodzi, gdzie uczęszczał do klasy z Jerzym Pomianowskim. Ich nauczycielem polskiego był w tym czasie Mieczysław Jastrun, a nauczycielem historii – Tadeusz Landecki (poeta i tłumacz zagranicznej poezji). W anegdocie Jochimek przytacza swoje pierwsze literackie próby – w trzeciej klasie gimnazjum miał napisać wypracowanie na klasówce. Wybrał temat z Iliady Homera, kopiując rozdział z książki Laury Orvieto. Praca została oceniona jako „szara i nieciekawa”, na następnym sprawdzianie wybrał więc wolny temat, tworząc własne opowiadanie, które nauczyciel ocenił jako „żywe i interesujące”. W ten sposób, jako dwunastoletni chłopak Jochimek mógł szczycić się, że „pisze lepiej niż ci, co piszą i wydają książki”. W wieku siedemnastu lat wyjechał do Francji i zaczął studiować fizykę na Sorbonie. Latem 1939 roku przyjechał do rodzinnej Łodzi na wakacje. Zamierzał kontynuować studia na drugim roku, jednak tuż przed jego planowanym powrotem do Francji, Polska stanęła w obliczu agresji hitlerowskiej.

## Lata wojny i zsyłki
Jochimek opuścił Łódź, leżącą wówczas na terenach wcielonych do Rzeszy i wyjechał na południe kraju, gdzie, jak napisał jego przyjaciel, Józef Henryk Wiśniewski, postanowił przedostać się przez Węgry na zachód by walczyć o Polskę. Organizował przeprawy przez „zieloną granicę” z Węgrami. Podczas jednej z tych akcji grupa uciekinierów pod jego przywództwem została zaatakowana na terytorium węgierskim serią z rkm-u, wystrzeloną przez sowieckiego żołnierza. Osiemnastoletni Jochimek został aresztowany przez patrol NKWD i osadzony w więzieniu w Nadwornej (gdyby wyszło na jaw, że był organizatorem ucieczki, zostałby rozstrzelany na miejscu). Z Nadwornej przenoszono go do kolejnych zakładów karnych: najpierw do Stanisławowa, następnie do Lwowa i do Berdyczowa. W ostatnim z tych miast odczytano mu wyrok, wydany przez Specjalny Sąd Wojenny NKGB – pięć lat poprawczego obozu pracy (gułagu). Procesy wytaczane przez tę instytucję nie opierały się na analizie materiału dowodowego, oskarżony nie miał również możliwości apelacji. Zesłany na Kołymę, doświadczał boleśnie łagrowej rzeczywistości – katorżniczej pracy, przesłuchań, pobić, fałszywych oskarżeń i nadużyć sowieckiej władzy. Podejmował regularne próby ucieczki z obozów, symulował choroby psychiczne, przeciwstawiał się sowieckim funkcjonariuszom. Znalazł własny sposób na przeżycie piekła gułagu. Jerzy Pomianowski stwierdził, że Jochimek wykorzystując swoją wiedzę o literaturze i sztuce, opowiadał często radzieckim oficerom treść książek, których czytanie w ZSRR było zakazane. Uciekał z kolejnych obozów, za co otrzymywał kolejne, coraz wyższe wyroki. Pomogło mu doświadczenie alpinistyczne i tężyzna fizyczna. Jak wylicza, w sumie jego wyrok wynosił 45 lat. Był wcielony do batalionu karnego, jednak z powodu ran, które odniósł, odstawiono go z powrotem do łagru. Zbiegł natychmiast po odzyskaniu zdrowia. Złapano go w Aszchabadzie, w pobliżu granicy z Persją, będącą wówczas protektoratem brytyjskim. Jak pisał w liście:

To było w czerwcu 1944 r. Dostałem po twarzy od śledczego. Oddałem. Naskoczyło na mnie czterech. Tłukli, jak popadło. Trzymali mnie potem trzy tygodnie w szpitalu. Nos i parę żeber. W śledczym NKGB siedziałem od maja do grudnia. Potem odprawili mnie do łagru, na razie bez wyroku. Wyrok dostałem bez żadnego sądu od OSO (Osobowe Sowieszcznije NKGB – Specjalne Zgromadzenie NKGB). Zabić mnie nie mogli. Mój nos przydał się o tyle, że nigdy już nie dostałem po pysku od śledczych. Zyskałem opinię wariata z którym nic nie wiadomo. Zabić mnie nie mogli. W więzieniu NKGB bito więźniów i torturowano, ale nie zabijano, bo przecież istniała możliwość wyciśnięcia z nich jeszcze jakichś wiadomości. Wreszcie prokurator oznajmił, że śledztwo zostało zakończone, bo właściwie przyznałem się do tego, że chciałem zdradzić ZSRR. Na dowód pokazał podpisane przeze mnie protokoły przesłuchań. Powiedziałem, żeby odczytał moje podpisy, jeśli zna alfabet łaciński. Powoli odcyfrował: „Tojest Kłamstwo”. Tak podpisywałem wszystkie protokoły z przesłuchań. Wyjaśniłem mu, że nie miałem możliwości zdradzenia ZSRR, nawet gdybym chciał... To mogło być i było cale opowiadanie, które stało się fragmentem mojej siódmej powieści.

W marcu 1948 roku, w trzy lata po zwycięstwie ZSRR na froncie zachodnim II wojny światowej Jochimek znalazł się w grupie zwolnionych z obozu. Byłych więźniów wsadzono do pociągu. Przez większość podroży karmiono ich wyłącznie solonymi rybami i wodą, jednak tuż przed dotarciem do Polski sowieci, starający się zatuszować beznadziejny stan fizyczny i wygląd skazańców, zwiększyli racje żywnościowe. Zafundowano im również nowe ubrania, a także prawo do darmowych przejazdów wszystkimi liniami kolejowymi w kraju przez trzy miesiące. 8 maja transport dotarł do Białej Podlaskiej. Po powrocie do rodzinnego domu w Łodzi Jochimek dowiedział się, że jego ojciec zginął, ojciec jego siostrzenicy został wywieziony do Auschwitz i tam stracony, brat (Julian Jochimek, ur. 1923) i siostra (Ewa Ruth Romanowska, ur. 1918) pisarza zginęli zaś w powstaniu warszawskim. Z rodziny ocalały tylko siostrzenica Anna i matka, która rozpoznała swojego syna dopiero po godzinie rozmowy.

## Powrót
Dwudziestoośmioletni Jochimek powrócił do Łodzi w okresie stalinizmu. Nie miał możliwości podjęcia przerwanych studiów na Sorbonie, jego kariera naukowa stanęła więc pod znakiem zapytania. Nie był zdecydowany co do swojej przyszłości, choć od początku nosił się z zamiarem przeniesienia gułagowych wspomnień na papier. Odwiedził swojego dawnego nauczyciela polskiego, Mieczysława Jastruna w redakcji czasopisma „Kuźnica”, który miał powiedzieć, że Jochimek przypomina bohaterów Londona. Odświeżył również szkolne znajomości i za radą Jerzego Pomianowskiego, w 1951 zaczął studiować filologię rosyjską na Uniwersytecie Łódzkim. Jeszcze rok przed podjęciem studiów poświęcił się tłumaczeniom rosyjskiej prozy (Spisek Potępionych Mikołaja Witry) i poezji (wiersze konstruktywisty Ilji Sielwinskiego), co pomagało mu udoskonalić warsztat literacki. Podczas studiów nie zmienił jednak opinii o totalitarnym systemie. Nie włączył się w nurt socrealizmu, nie hołdował marksistowskim autorytetom podczas akademickich dyskusji o moralności socjalistycznej. Wręcz przeciwnie – ośmieszał je, doprowadzając debatę do absurdu. Jak pisze Wiśniewski, Jochimek miał być autorem słynnego dowcipu o tym, że ostatnie słowa Majakowskiego brzmiały: towariszczi, nie strieliajtie, ja toże komunist. Pisał dla teatru studenckiego, występował na scenie – był współtwórcą „Dyliżansu Satyry”, który później przekształcił się w Studencki Teatr Satyry „Pstrąg”. Jego nonkonformizm i „niepoprawność polityczna” pozbawiły go szansy na pozostanie w katedrze instytutu. Po obronie pracy magisterskiej, skończył karierę naukową. W 1956 roku organizował protesty i pomoc humanitarną dla Węgier, występował na wiecach w Szkole Filmowej i na uniwersytecie. Do tych wydarzeń i bezpośrednio do postaci Jochimka (choć bez wymieniania jego nazwiska) odwołuje się świadek tego przemówienia, łodzianka, M. Magdalena Starzycka w swojej powieści Manufaktura Czasu:

Przepychanki przy mikrofonie, jednego wygwizdali, dorywa się ktoś drugi, próbujący mówić o zakazanym: o obozach sowieckich. Samo słowo „sowiecki” w tych czasach uchodziło za urągowisko i obrazę. Trzeba było mówić „radziecki”. Odciągnęli go, ale się nie daje, za chwilę wraca i już go wyciągają za rękaw, chcą go zabrać z ringu, ale jeszcze histerycznym głosem wykrzykuje: „Ludzie! Jeszcze dziś tam jęczą Polacy a ich bliscy tutaj mają ich za zmarłych!”. Patos i nieustępliwość tego człowieka robi wrażenie. To zdanie wywołało dreszcz przebiegający Michałowi po plecach. Już wie, że ten człowiek mówi prawdę. Mówi jeszcze słów kilka i znów go spychają z ringu.

## „Daleko albo jeszcze dalej”
W połowie lat pięćdziesiątych Jochimek był gotowy do spisania wspomnień w formie powieściowego cyklu, zatytułowanego roboczo Daleko, albo jeszcze dalej. Jego styl był daleki od relacji Józefa Czapskiego czy Gustawa Herlinga-Grudzińskiego, które poznał dopiero na emigracji. Gdy nadszedł rok 1956, Jochimek liczył, że na fali październikowej odwilży zaistnieje realna szansa na wydanie jego książek. Zdecydował się przekazać maszynopisy do Państwowego Instytutu Wydawniczego, gdzie zostały pozytywnie ocenione przez Andrzeja Kijowskiego, redaktora działu prozy. Po długim namyśle Kijowski miał jednak stwierdzić, że cenzura nie przepuści tego materiału. Pisarz nie miał jeszcze wtedy problemów z „władzą”, maszynopisy jego powieści krążyły między znajomymi. Kilka fragmentów powieści opublikował jako Makar Pas w tygodniku studenckim „Od Nowa”, niektóre jego wiersze i opowiadania ukazały się w „Nowej Kulturze” i łódzkiej „Kronice”. Dopiero za sześć lat za zgodą Chruszczowa w ZSRR miało się ukazać pierwsze opowiadanie Sołżenicyna, Jeden dzień Iwana Denisowicza. W 1958 roku Jochimek wystąpił z prośbą o paszport, chcąc wyjechać do Paryża. Spotkał się z odmową. Wiśniewski podjął się próby wywiezienia za granicę maszynopisów, ale wpadł w ręce SB, która od tej pory zaczęła częściej dawać o sobie znać. Po odrzuceniu wniosku emigracyjnego przez ambasadę Izraela Jochimek dalej poszukiwał sposobu na wydostanie się z kraju. Zaczął uczyć języka rosyjskiego w łódzkich liceach. Jedna z jego uczennic, Krystyna Stołecka, opisała dość dokładnie jego postać w opowiadaniu Nauczyciel wydanym w zbiorze Sargasy. W tym samym czasie kończył kursy żeglarskie. Jak pisze Wiśniewski, pozwolono mu odbyć rejs po Bałtyku, ale gdy przepływali w pobliżu Bornholmu, kapitan jachtu zaczął manifestacyjnie zabawiać się „spluwą”. Funkcjonariusze Służby Bezpieczeństwa coraz baczniej obserwowali Jochimka, bardzo często stali nawet pod drzwiami wejściowymi do jego kamienicy na rogu ul. Gdańskiej i Kopernika. Żeby uśpić czujność SB, zapewniając sobie jednocześnie szansę ucieczki, zaczął budować katamaran w swoim mieszkaniu. Dbał o to, żeby wielu znajomych dobrze wiedziało o jego przedsięwzięciu – liczył, że „esbecy” uznają go za chorego umysłowo. Sam, z pomocą dwóch mężczyzn, wystawił jacht przez okno, a następnie pojechał na Mazury, by przetestować go na jeziorze Niegocin. Osiągi okazały się niewystarczające, łódź przeciekała. Doświadczony uciekinier jednak nie rezygnował. W międzyczasie, na początku lat 60. przyniósł wszystkie swoje maszynopisy Jastrunowi, który stwierdził jednak, że nie będzie mógł mu pomóc w przekazaniu ich komukolwiek. Gdy Jochimek powołał się na opinię Kijowskiego, Jastrun miał stwierdzić: tak to jest mocne i... niebezpieczne znowu. W końcu, w roku 1967 Jochimek wypłynął w rejs wokół Europy jachtem klubowym. W Boulogne-sur-Mer, 13 sierpnia, nieoczekiwanie zszedł na ląd, pojechał do Paryża i poprosił o azyl polityczny.

## Francja
Jochimek znalazł pracę jako tłumacz tekstów technicznych na rosyjski, przez jakiś czas współpracował również z Radiem Wolna Europa. Spotkał tam Józefa Czapskiego, który podarował mu egzemplarz swojej książki Na nieludzkiej ziemi. Sam Czapski był zachwycony Daleko albo jeszcze dalej, porównując styl tych powieści do stylu Louisa-Ferdinanda Céline’a. Pisarz podjął próby wydania swoich dzieł za granicą, niespodziewanie jednak spotkał się z odmową ze strony Jerzego Giedroycia, naczelnego paryskiej „Kultury”. Jak pisze Gustaw Romanowski, prawdopodobnie nie spodobała mu się nazbyt gęsta akcja łagrowych i więziennych peregrynacji opisywanych przez tego gułagowego świadka. Faktem jest jednak, że Giedroyc i całe pismo w tym czasie zmieniali swoją politykę wobec ZSRR, na politykę „zdrowego rozsądku”.

Na powyżej naszkicowanym tle należy rozpatrywać politykę „Kultury” w stosunku do Rosji. Ta polityka nie jest „jagiellonizmem” ani nie jest tzw. „ideą prometejską” w jej przedwojennym ujęciu. Nasz stosunek do Rosji jest podyktowany zdrowym rozsądkiem. Pewien dyplomata amerykański słusznie zauważył, że narody zdobywają się na zdrowy rozsądek tylko wówczas jeżeli nie mają innej alternatywy. Otóż Polacy nie mają alternatywy i dlatego muszą być rozsądni.

Giedroyc wznowił już wcześniej wydania książek Grudzińskiego i Czapskiego, przygotowywał się też do wydania książek Sołżenicyna, którego dzieła nie były antyradzieckie w takim stopniu jak dzieła Jochimka (jedną z kanw Pamiętnika z kory brzozowej jest historia polskiego oficera, który był świadkiem zatopienia barek na Morzu Białym i udało mu się uciec z pokładu).

Czapski był szczery ze mną i miał o moich powieściach odmienne zdanie od Giedroycia, który uważał, że to, co napisałem, jest zbyt sensacyjne, i zbyt śmiałe. Nie przypadł mu do gustu rodzaj aktywnego antyterroru niektórych więźniów „politycznych”. Trudno było mu się zgodzić, że ci „polityczni” w większości byli komunistami i ich poglądy niczym się nie różniły, w zasadzie, od poglądów tych, którzy ich skazali i więzili. Byłem przekonany że gdyby ci więźniowie doszli do władzy, bardzo niewiele by się zmieniło. Czapski rozumiał to doskonale.

Żona pisarza, Krzysztofa Kołodziejska, krytyk literacki i teatrolog, została w Polsce. Wściekli funkcjonariusze SB regularnie przesłuchiwali ją i zadręczali, wymuszając na niej wystosowanie listu do męża, nakłaniającego go do powrotu. Trudno było jej znieść to psychiczne obciążenie. Za radą znajomego psychiatry poddała się leczeniu w szpitalu psychiatrycznym – ten miał rzekomo poinformować SB, że ich metody wpływają na rozwój schizofrenii u pacjentki. Jednak po jej powrocie ze szpitala, funkcjonariusze nie zrezygnowali z dalszych przesłuchań. Pojechała do Warszawy, na konsultacje związane z otwartym właśnie przewodem doktorskim. Tam znaleziono ją martwą w pokoju hotelowym. Jochimek, przebywający we Francji, dowiedział się o śmierci żony drogą listowną od Wiśniewskiego. Straszony śmiercią, podłamany kolejną odmową wydawcy, nie dostrzegający perspektyw życiowych w Paryżu, postanowił uciekać dalej, za ocean.

## Stany Zjednoczone
Jochimek wylądował w USA w kwietniu 1968 roku i dość szybko opanował język. Od tego czasu imał się przeróżnych zajęć. Po dwóch miesiącach udało mu się otworzyć przewód doktorski na filologii w Vanderbilt University (Nashville w stanie Tennessee). Doktorat pisał w języku rosyjskim, a dotyczył on polskich przekładów prozy Izaaka Babla. Prowadził wtedy również zajęcia w Oakland University (Rochester w stanie Michigan). Zamieszkał w Detroit. Od września 1970 roku pracował w Department of Foreign Languages and Literature University of South Florida, a tuż po obronie doktoratu zaproponowano mu posadę nauczyciela rosyjskiego dla oficerów lotnictwa w San Antonio (Teksas). Po kilku latach jednak i to go znużyło, postanowił więc wrócić do domu w Tampie, gdzie zajął się budową jachtów. W międzyczasie (1987 rok) polskie podziemne wydawnictwo „Przedświt” postanowiło wydać część prozy Jochimka w tak zwanym „drugim obiegu”. Kompilacja z różnych tomów, wypuszczona bez wiedzy i zgody samego autora, nosiła tytuł Za Kręgiem – jednak niewiele egzemplarzy zachowało się do dziś. Pisarz, zanim przeszedł na emeryturę, zajmował się jeszcze pracą w bibliotece. Był też kucharzem w restauracji w Tampie, której personel składał się w większości z imigrantów z Dalekiego Wschodu i Afryki. Po przejściu na emeryturę wrócił do pisania.

## Znak życia
Wielu znajomym Jochimka z Łodzi wydawało się, że ich przyjaciel nie żyje. Nie odzywał się do nikogo z Polski od 1967 roku, gdy wystosował pożegnalny list z Francji. W 1995 pisał listy do wydawnictwa „Czytelnik” z prośbą o publikację jego maszynopisów – spotkał się z pochlebnym przyjęciem, lecz skończyło się na deklaracjach ze strony Henryka Chłystowskiego. Pierwszy „otwarty” znak życia dał dopiero w liście z 5 września 2002 roku, adresowanym do profesorów Uniwersytetu Łódzkiego. Prosił w nim o zaopiekowanie się maszynopisami książek w razie swojej śmierci. Na list zareagowali dawni przyjaciele pisarza, związani ze środowiskiem „Tygla Kultury”. Zbigniew W. Nowak, naczelny „Tygla”, otrzymał w końcu maszynopisy wszystkich powieści Jochimka i, pomimo bardzo skromnych środków finansowych, zobowiązał się do ich wydania. W audycji „Wieczór Literacki” nadanej o godzinie 23:00 w II programie Polskiego Radia 31 sierpnia 2003 roku, Jerzy Pomianowski, Jarosław Markiewicz i Tomasz Jastrun apelowali o wsparcie finansowe na wydanie i promocję książek Jochimka. Apel przeszedł jednak bez odzewu. W 2004 roku, w „Rzeczpospolitej”, wspomnienie o Jochimku zamieścił Tomasz Jastrun – przekręcił w nim jednak sporo istotnych faktów, powtarzając będące niegdyś w obiegu plotki o rzekomej „ucieczce” Jochimka do ZSRR i wstąpieniu do Armii Czerwonej. W 2006 roku dzięki wydawnictwu „Tygla Kultury”, światło dzienne ujrzał pierwszy tom Daleko albo jeszcze dalej – Psy Kołymskie, zawierający dwie pierwsze powieści z cyklu: Pamiętnik z Kory Brzozowej i tytułowe Psy Kołymskie. Odzew krytyki był niewielki: w czasopiśmie „Twórczość” ukazała się jedna recenzja autorstwa Magdaleny Rembowskiej-Płuciennik. W 2008 zostały ukończone prace nad drugim tomem, nazwanym Chrystus i Białe Niedźwiedzie, na który składają się trzy powieści: Pierwsze Wojny Ludwika Żbikowskiego, Chrystus i Białe Niedźwiedzie oraz Skradając Się. Na publikację oczekuje nadal ostatnia część łagrowo-sowieckiej epopei pod tytułem Następna Wojna.
Na przełomie września i października 2009 roku pisarz odwiedził Polskę. Odbyły się w tym czasie spotkania autorskie w Łodzi i Warszawie. Planował osiąść w Łodzi na stałe.

## Publikacje
- The Work of Isaac Babel in Polish Translations (Thesis, Ph.D. in Russian, Vanderbilt 1978)
- Za kręgiem (Warszawa: Wydawnictwo Przedświt, 1987)
- Psy kołymskie (Biblioteka „Tygla Kultury”, Łódź 2006, ISBN 83-88552-40-6)
- Chrystus i białe niedźwiedzie (Biblioteka „Tygla Kultury”, Łódź 2008, ISBN 978-83-88552-50-2).
- Następna wojna (Biblioteka „Tygla Kultury”, Łódź 2010, ISBN 978-83-88552-75-5).

## Twórczość
Twórczość Jochimka zawiera pewne wątki autobiograficzne, wplecione w losy i narracje jego bohaterów (m.in. Ludwika Żbikowskiego – Pierwsze wojny Ludwika Żbikowskiego). Jednak literackie alter ego Jochimka nie tylko opowiadają, ale również przetwarzają życiorys autora, mieszając prawdę z fikcją w różnych proporcjach, wskutek czego nie da się traktować tych powieści w kategoriach ściśle autobiograficznych. Bohaterowie jego powieści kładli ogromny nacisk na potrzebę ocalenia wolności jednostki wobec zbrodniczego reżimu. Często reprezentowali oni przestępczy półświatek, który stawał się czymś w rodzaju romantycznego symbolu wyzwolenia z okowów totalitarnego systemu. Poprzez dzieje fikcyjnych postaci (głównie Ludwika Żbikowskiego i Sjemiona Maga, Polaka i Rosjanina) opowiadał o łagrowej rzeczywistości w dojmujący, ale często ironiczny sposób. Kładł nacisk nie na tragizm położenia jednostki, lecz na jej zdolność do wyzwolenia się z kajdan. Opisywał zawiłe relacje w łagrowej hierarchii, burząc przy tym niejako wizję głębokiej solidarności między więźniami i klarownego podziału my-oni. Tak naprawdę jednak niewielka część cyklu rozgrywa się w samych łagrach. Równie ważna zdaje się być dla Jochimka konwencja „powieści podróży” – ucieczka przez mroźną tundrę, podjęta przez dwóch więźniów, streszczających sobie nawzajem swoje długie biografie. Skradając Się, piąty z tomów, jest za to całkowicie osadzony w realiach Rosji radzieckiej, a dokładniej – jej pogranicza z orientem. Akcja dzieje się w mieście, w którym Ludwik poznaje twarde prawa przestępczego świata.